# Ovobates subnitidus
Ovobates subnitidus är en kvalsterart som först beskrevs av Berlese 1913.  Ovobates subnitidus ingår i släktet Ovobates och familjen Oribatulidae. Inga underarter finns listade i Catalogue of Life.